# Schatz von Mildenhall

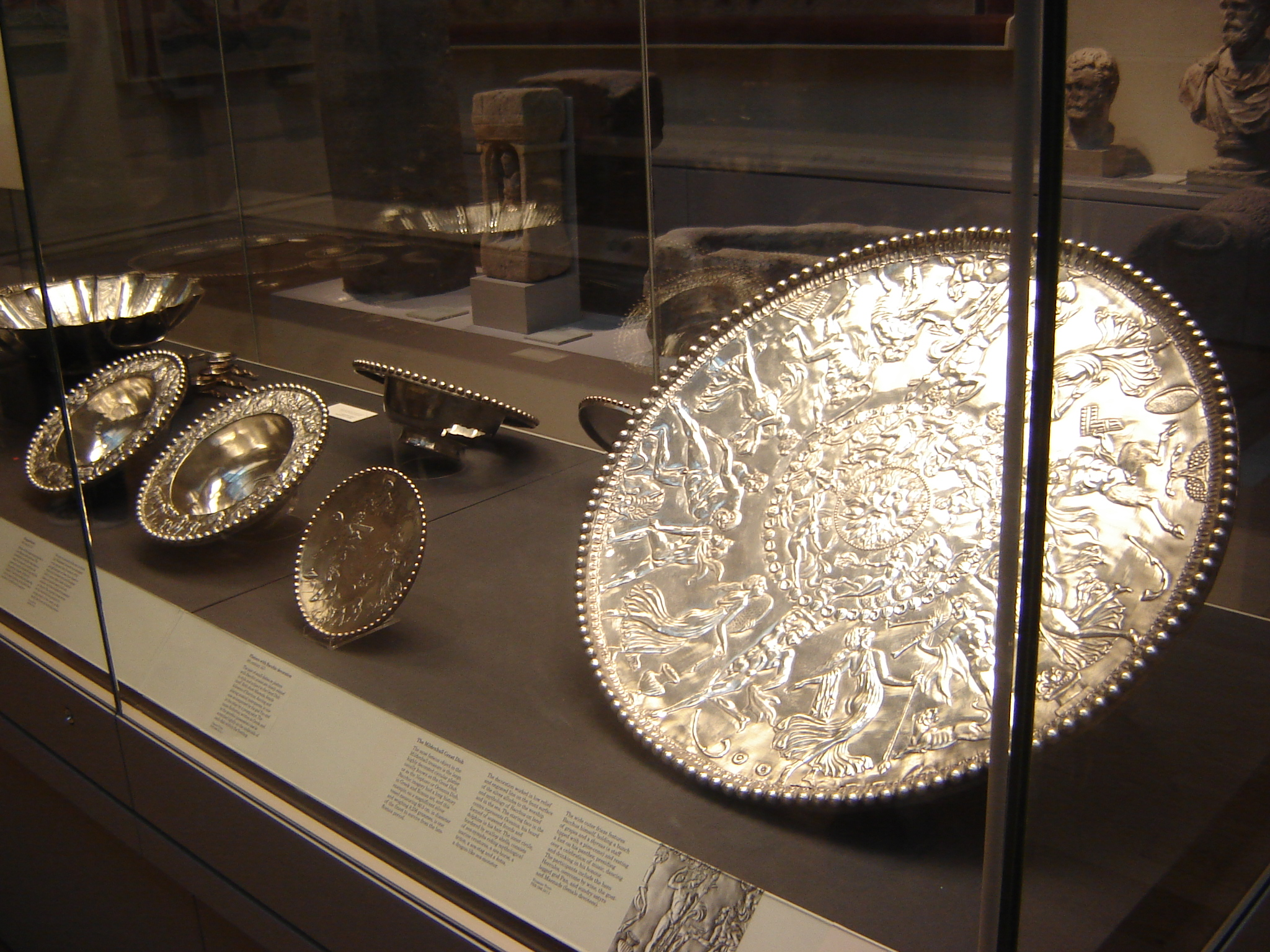
Schatz von Mildenhall im British Museum

Der Schatz von Mildenhall umfasst 34 Teile, die aus Silber gefertigt wurden und aus der Römerzeit stammen. Ein Bauer in der englischen Grafschaft Suffolk stieß 1942 beim Pflügen auf den Schatz. Er lieferte diesen aber zunächst nicht ab, sondern bewahrt die Stücke in seinem Haus auf. Die Funde wurden erst 1946 bekannt. Der Schatz lag offenbar nur in geringer Tiefe. Eine „große Platte“ deckte nach Angaben des Finders die übrigen Objekte ab. Spuren eines Behälters für die Silberobjekte wurden demnach nicht beobachtet. Der Schatz ist im Britischen Museum, Raum 40, ausgestellt.

## Fundstücke

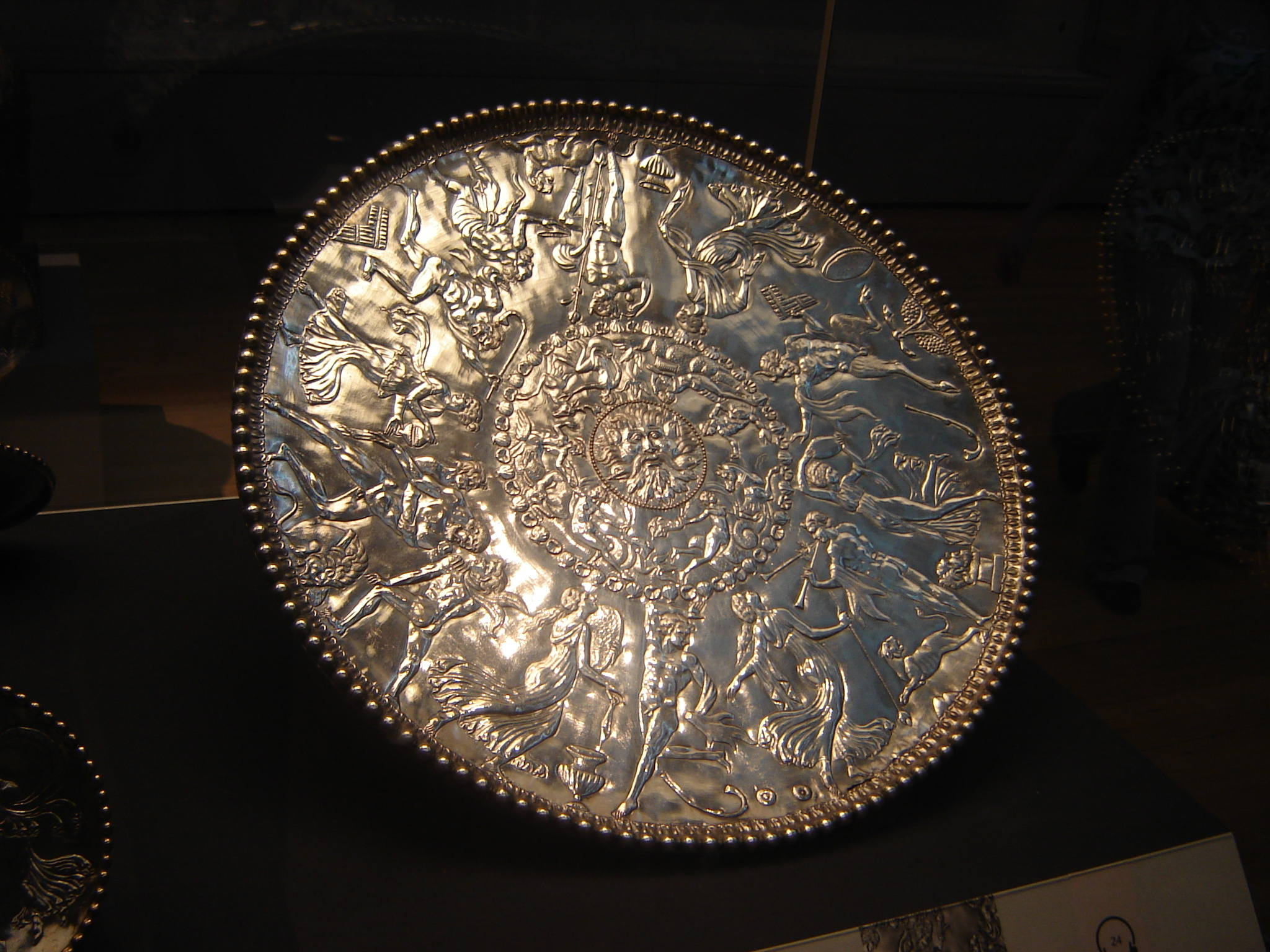
Große Okeanosplatte mit Bacchusdarstellungen am Rand

Die 28 Einzelobjekte des Fundensembles wiegen insgesamt 26,537 kg, das entspricht 81 römischen Pfund (librae).
Das schwerste Einzelstück mit 8,256 kg (25,2 librae) ist die 60 cm durchmessende Oceanusplatte (Mittelmedaillon mit Darstellung des Okeanos) mit bacchischen Randszenen. Mit geometrischem Niello ist eine weitere große, flache Platte (Durchmesser 55,6 cm, Gewicht 5,023 kg) verziert. Eine kleinere Platte mit Perlrand und einer die gesamte Fläche füllenden Darstellung eines Flöte spielenden Satyrs und einer Mänade mit Doppelflöte hat einen Durchmesser von 18,8 cm und ein Gewicht von 539 Gramm. Ein bis auf geringe Maßunterschiede identisches Gegenstück zeigt Satyr und Mänade beim Tanz. Beide tragen eine Namensinschrift in griechischer Schrift (Eutherius).
Vier größere Schüsseln mit umgelegtem breitem Rand gehören nach der Form zusammen. Der Boden einer Schüssel ist mit Darstellung einer Bärenjagd versehen. Die Mittelmedaillons der anderen Schüsseln zeigen einmal einen behelmten männlichen Kopf und bei den übrigen beiden Exemplaren eine Frauenbüste mit offenen bzw. verhüllten Haaren. Die Ränder sind jeweils mit Tierfriesen und Büsten verziert. Ein weiterer Satz umfasst vier kleinere tiefe Schüsseln, deren Rand mit vegetabilen Mustern verziert ist.
Vergleichsstücke zur Kragenschüssel sind schon aus Schatzfunden des 3. Jahrhunderts aus Gallien bekannt. Erstmals wurde hier auch ein Deckel festgestellt, der mit einem Fries verziert ist und einen Griff in Form eines sitzenden Tritons hat.
Eine große Rippenschale mit zwei Henkeln hat einen Durchmesser von 40,8 cm und wiegt 2,093 kg bei einem maximalen Fassungsvermögen von etwa 6,4 Litern. Die Innenseite ist verziert, die Mitte mit einem sechszackigen Stern und die Stege zwischen den Rippen mit vegetabilen Motiven. Schalen dieser Art sind auf spätantiken Bildern mit Szenen der Toilette dargestellt, es handelt sich also um einen Bestandteil des Waschgeschirrs.
Zum Schatz gehören zwei kleine Utensilien mit Standfuß. Die Platte am oberen Ende hat einen umgelegten, verzierten Rand. Der Stiel ist durchbrochen, der Fuß halbkugelig. Die Funktion ist nicht gesichert. Diskutiert wurde, ob der Fuß als Trinkgefäß dienen konnte und – im leeren Zustand – dann die obere Platte als Ablage etwa für Speisen. Eine Nutzung als Ständer oder Podest scheint ebenfalls möglich. Fünf Löffel mit Stielen in Delfinform haben eine halbkugelförmige, unten flache Löffelschale. Weiterhin wurden acht cochlearia gefunden, die unterschiedlichen Serien entstammen. Bei drei Exemplaren ist die Laffe mit vegetabilen Ornamenten verziert, drei weitere tragen in der Löffelschale ein Christusmonogramm mit Alpha und Omega. Die letzten beiden tragen Segensinschriften, einmal PAPITTEDO VIVAS („Papittedo du mögest leben“) und einmal PASCENTIA VIVAS („Pascentia du mögest leben“).

## Datierung und Hintergründe
Einzelne Gegenstände aus dem Schatzfund wurden zu unterschiedlichen Zeiten angefertigt. Das älteste Stück, die Kragenschüssel, ist nach Vergleichsstücken bereits im 3. Jahrhundert entstanden. Andere Exemplare datieren dagegen erst in die zweite Hälfte des 4. Jahrhunderts n. Chr. Dies gibt einen terminus post quem für die Verbergung vor. Aussagen von Zeugen über angeblich mitgefundene Münzen ließen sich bei der wissenschaftlichen Bearbeitung dagegen nicht bestätigen.
Auf einzelnen Objekten sind Namen angegeben, nämlich Eutherius auf zwei Platten sowie Papittedo und Pascentia auf Löffeln. Hierbei mag es sich um Namen von Personen handeln, die die Silberobjekte besessen haben. Es handelt sich um ein Speiseservice (bzw. den Teil eines solchen) sowie ein Waschbecken. Die beiden großen Platten dienten zum Auftragen von Speisen für die Tischgesellschaft. Auch die Kragenschüssel mit Deckel mag Speisen für alle Teilnehmer des Essens enthalten haben. Die größeren Schüsseln werden dagegen als Essgeschirr für eine einzelne Person interpretiert. Auch die Löffel wurden jeweils von einer Person benutzt. Die kleineren Schüsseln mögen als acetabulum verwendet worden sein, die kleineren Teller für Beilagen.
Die Verzierungen der Löffel weisen wohl auf Kontakte der Besitzer zum Christentum hin. Eine Verzierung von Tafelgeschirr und anderen Alltagsgegenständen mit christlichen Symbolen, Zeichen oder Bildern ist in der Spätantike nachgewiesen, der Schatz fand ursprünglich also wohl innerhalb der spätrömischen Tafelkultur Verwendung. Die Fundstelle lag im freien Feld, in der Nähe sollen Reste eines römischen Fußbodens – vielleicht Überrest einer Villa rustica – gelegen haben.

## Sonstiges
Literarisch verarbeitet wurde die Geschichte des Schatzfundes von Roald Dahl in seiner Erzählung Der Schatz von Mildenhall (The Mildenhall Treasure). Der britische Künstler Grayson Perry verarbeitete 2011 einen eisernen Abguss der Oceanusplatte als Teil des Kunstwerkes The Tomb of the Unknown Craftsman.